# ابراهیم سرکیس
ابراهیم سرکیس (۱۸۳۴–۱۸۸۵) ادیب، نویسنده و تاریخ‌نگار لبنانی بود. در طول حیاتش، مدیر چاپخانهٔ آمریکایی بود. الأجوبة الوافیة غی علم الجغرافیة، الدر النظیم فی التاریخ القدیم، الدرة فی الأمثال، أعمال اسکندر کبیر، الحساب العقلی، الأجوبة الوفیة فی الصرف، نزهة الأفکار فی أطایب الأشعار از آثار اوست.